# Zagórze (gmina Wielgomłyny)
Zagórze – wieś w Polsce położona w województwie łódzkim, w powiecie radomszczańskim, w gminie Wielgomłyny.
| SIMC    | Nazwa         | Rodzaj    |
| ------- | ------------- | --------- |
| 0555241 | Grabowie      | część wsi |
| 0555258 | Niwa Zagórska | część wsi |
| 0555264 | Zawodzie      | część wsi |

W latach 1975–1998 miejscowość należała administracyjnie do województwa piotrkowskiego.